# Argia tonto
Argia tonto là một loài chuồn chuồn kim trong họ Coenagrionidae.
Argia tonto được Calvert miêu tả khoa học năm 1902.